# Actinocène

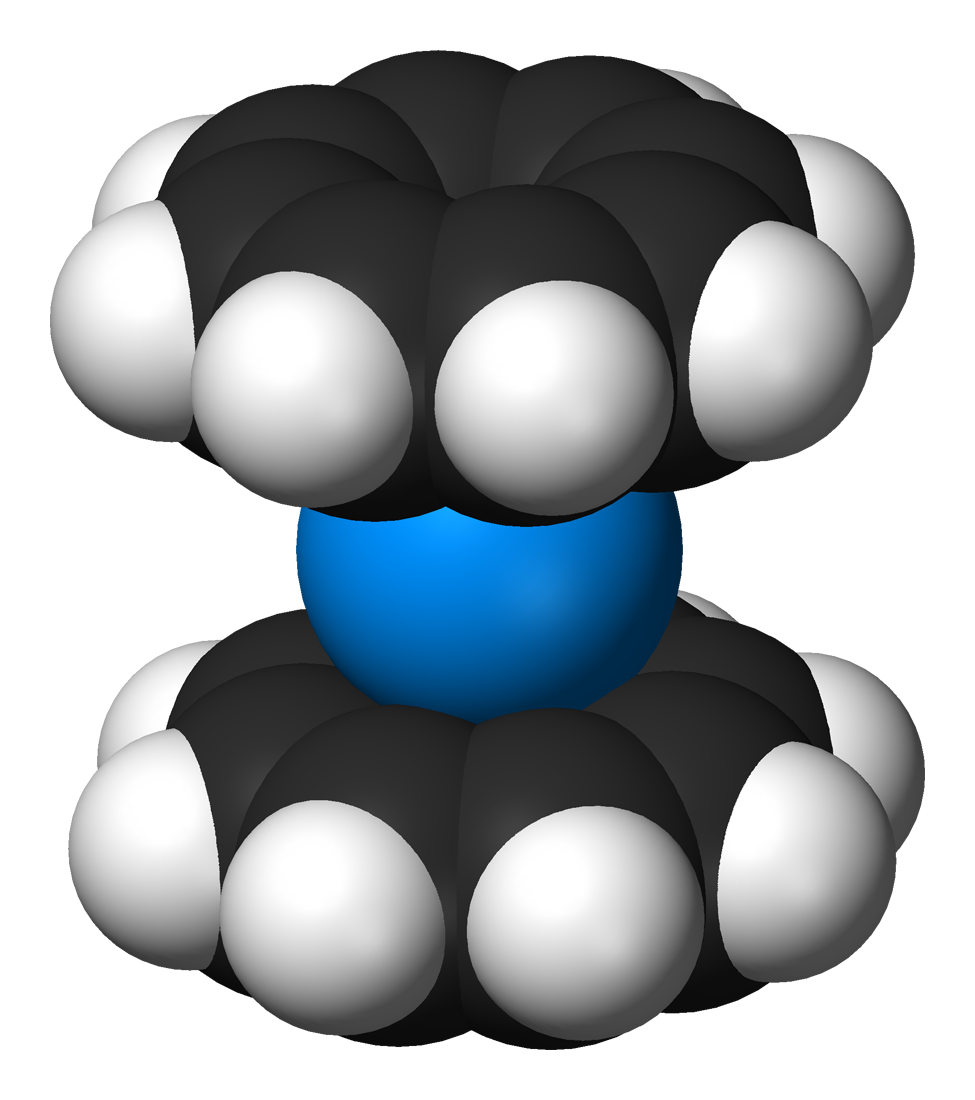
Uranocène, principal actinocène.

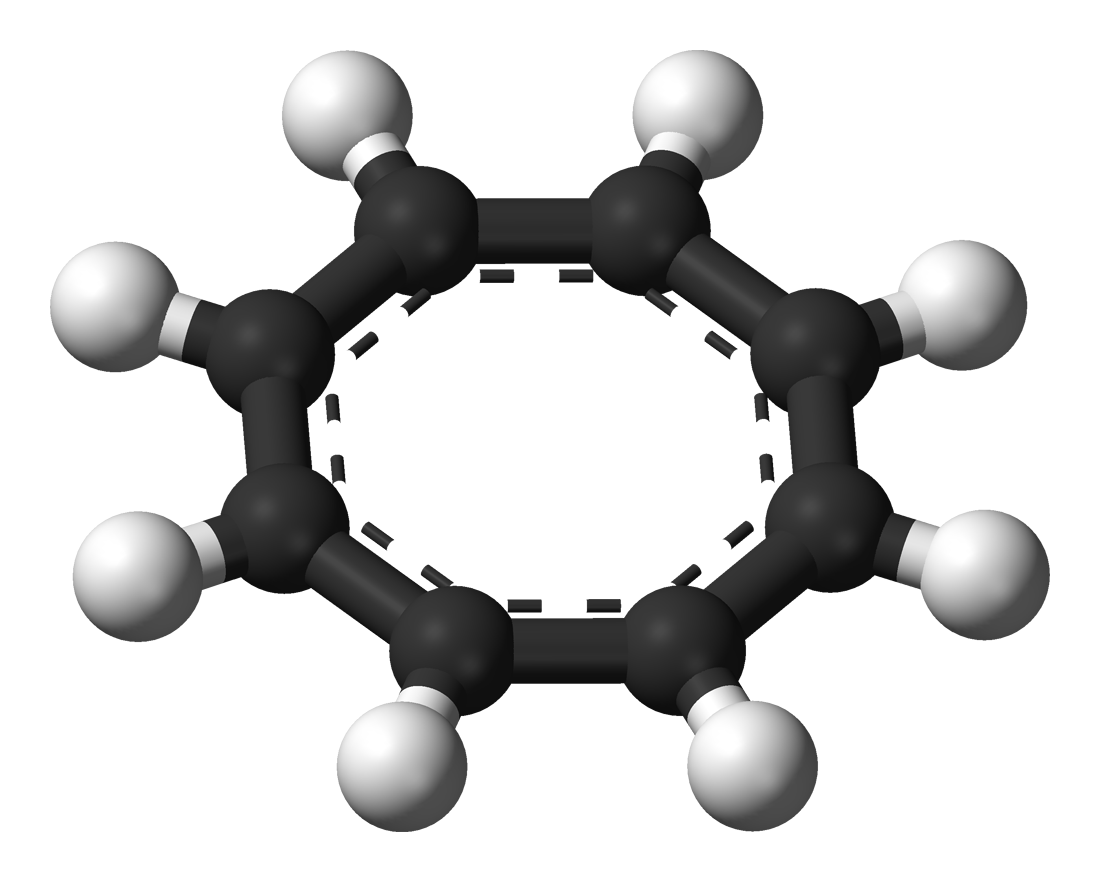
Structure de l'anion cyclooctatétraénure.

Un actinocène est un composé sandwich de formule générale An(COT)2, dans lequel le métal est un élément chimique de la famille des actinides à l'état d'oxydation +4, et les deux anions sont le cyclooctatétraénure [C8H8]2−, noté COT. Ce sont des composés sandwich dont le plus connu est l'uranocène U(COT)2, complexe d'uranium(IV) avec le cyclooctatétraénure. Outre l'uranocène, on connaît également le thorocène Th(COT)2 avec le thorium, le neptunocène Np(COT)2 avec le neptunium, le protactinocène Pa(COT)2 avec le protactinium et le plutonocène Pu(COT)2 avec le plutonium. 
Les simulations numériques ont montré que la liaison actinide–cyclooctatétraénure provient essentiellement de l'interaction des orbitales 6d des actinides avec les orbitales π des ligands, faisant également intervenir dans une moindre mesure les orbitales 5f des actinides.

## Actinocènes caractérisés
L'actinocène le plus étudié est l'uranocène (η8-C8H8)2U, qui fut le premier à être synthétisé, en 1968, et qui est depuis l'exemple-type de cette série de composés,. Ont par la suite été synthétisés le thorocène (η8-C8H8)2Th en 1969, le plutonocène, (η8-C8H8)2Pu et le neptunocène (η8-C8H8)2Np en 1970, et le protactinocène (η8-C8H8)2Pa en 1974.
| Nom            | Formule chimique | Centre AnIV | Première synthèse | Couleur du cristal | Distance An–COT | Groupe d'espace |
| -------------- | ---------------- | ----------- | ----------------- | ------------------ | --------------- | --------------- |
| Thorocène      | (η8-C8H8)2Th     | Th          | 1969              | jaune vif          | 200,4 pm        | P21/n           |
| Protactinocène | (η8-C8H8)2Pa     | Pa          | 1974              | jaunâtre           | –               | P21/n           |
| Uranocène      | (η8-C8H8)2U      | U           | 1968              | vert foncé         | 192,6 pm        | P21/n           |
| Neptunocène    | (η8-C8H8)2Np     | Np          | 1970              | jaune-brun         | 190,9 pm        | P21/n           |
| Plutonocène    | (η8-C8H8)2Pu     | Pu          | 1970              | rouge foncé        | 189,8 pm        | I2/m            |